# Tom Braidwood
Tom Braidwood (Columbia Britannica, 27 settembre 1948) è un attore canadese.
È principalmente noto per il ruolo di Melvin Frohike, uno dei tre Pistoleri Solitari nella serie TV X-Files. Ha interpretato il ruolo di Frohike anche nella serie spin-off The Lone Gunmen, andata in onda per 13 episodi nel 2001.
In X-Files Braidwood è stato anche l'aiuto regista, dalla prima alla quinta stagione. È stato anche la seconda unità di regia di Millennium, un'altra serie dello stesso creatore di X-Files Chris Carter. È stato inoltre il produttore della seconda stagione della serie TV canadese Da Vinci's Inquest, nonché direttore di alcuni degli episodi.
Recentemente è apparso nella prima stagione della serie TV Whistler, e nei film del 2009 Message Deleted e Alien Trespass.